# Total Casino
Total Casino – polskie kasyno internetowe, którego właścicielem jest Totalizator Sportowy. Kasyno powstało w grudniu 2018 roku. Total Casino jako jedyne kasyno internetowe w Polsce posiada licencję przyznaną przez Ministerstwo Finansów. Funkcjonowanie kasyna reguluje Ustawa hazardowa. 
W maju 2020 roku Total Casino wdrożyło usługę mojeID, którą świadczy Krajowa Izba Rozliczeniowa, umożliwiającą zdalne potwierdzenie tożsamości gracza za pomocą danych z bankowości internetowej.
W lipcu 2023 roku padła rekordowa wygrana – jeden z graczy wygrał na automacie Gladiator kwotę 1 482 799,67 zł.

## Oferta
Kasyno internetowe Total Casino oferuje gry z kategorii: automaty do gry, ruletka, gry karciane, kasyno na żywo. Część gier z oferty Total Casino oparta jest na progresywnym jackpocie, umożliwiającym graczom osiągnięcie wygranych z dodatkowej puli przy spełnieniu określonych warunków. Dostawcą technologii i oprogramowania jest firma Playtech. W kasynie dostępne są gry producentów: Playtech, Quickspin, Wazdan, Kajot.

## Nagrody i certyfikaty
- Total Casino zostało wyróżnione nagrodą Polish Gaming Aces przez portal Interplay w kategorii Debiut Roku 2018[5].
- Totalizator Sportowy otrzymał Nagrodę Społeczności CIONET Digital Excellence Award 2019 za uruchomienie sprzedaży online produktów LOTTO, a także kasyna internetowego[6].
- Totalizator Sportowy otrzymał wyróżnienie IPMA Polish Project Excellence Award 2019 za projekt uruchomienia jedynego legalnego kasyna internetowego w Polsce[7].
- Total Casino uzyskało certyfikat Responsible Gaming przyznawany przez organizację European Lotteries[8].